# Sarroux-Saint-Julien
Sarroux-Saint-Julien – gmina we Francji, w regionie Nowa Akwitania, w departamencie Corrèze. W 2013 roku liczba ludności wynosiła 863 mieszkańców. 
Gmina została utworzona 1 stycznia 2017 roku z połączenia dwóch ówczesnych gmin: Saint-Julien-près-Bort oraz Sarroux. Siedzibą gminy została miejscowość Sarroux.